# Прямица
Прями́ца — посёлок в Кирсановском районе Тамбовской области России. Входит в состав Уваровщинского сельсовета.

## География
Посёлок находится в восточной части Тамбовской области, в лесостепной зоне, в пределах Окско-Донской равнины, к западу от реки Ворона, на расстоянии 6 км к востоку от города Кирсанов, административного центра района. Абсолютная высота — 130 м над уровнем моря.
Часовой пояс
Посёлок Прямица, как и вся Тамбовская область, находится в часовой зоне МСК (московское время). Смещение применяемого времени относительно UTC составляет +3:00.

## Население
| 2010 |
| ---- |
| 1641 |

Половой состав
По данным Всероссийской переписи населения 2010 года, в гендерной структуре населения мужчины составляли 45,9 %, женщины — соответственно 54,1 %.
Национальный состав
Согласно результатам переписи 2002 года, в национальной структуре населения русские составляли 97 % из 1684 чел.

## Улицы
| - ул. 3-е Отделение, - ул. 40 лет Победы, - ул. 70 лет Октября, - ул. Вишнёвая, | - ул. Дачная, - ул. Жукова, - пер. Жукова, - ул. Колхозная, | - ул. Новая, - ул. Полевая, - ул. Строителей, - ул. Юбилейная. |